# Правило Паскаля
Правило Паскаля — комбинаторное тождество для биномиальных коэффициентов. Правило утверждает, что для любого натурального числа n мы имеем:
{\displaystyle {n-1 \choose k}+{n-1 \choose k-1}={n \choose k}} для  {\displaystyle 1\leqslant k\leqslant n},
где {\displaystyle {n \choose k}} является биномиальным коэффициентом. Оно также часто записывается в виде
{\displaystyle {n \choose k}+{n \choose k-1}={n+1 \choose k}} для {\displaystyle 1\leqslant k\leqslant n+1}

## Комбинаторное доказательство
Правило Паскаля имеет интуитивное комбинаторное значение. Напомним, что {\displaystyle {a \choose b}} подсчитывает, сколькими способами можно выбрать подмножество с b элементами из множества с a элементами. Таким образом, правая часть тождества {\displaystyle {n \choose k}} подсчитывает, сколькими способами можно получить k-подмножество из множества с n элементами.
Теперь представим, что вы выделяете определённый элемент X из множества с n элементами. Таким образом, каждый раз, когда вы выбираете k элементов из подмножества, имеется две возможности — X принадлежит выбранному подмножеству или нет.
Если X находится в подмножестве, нужно лишь выбрать ещё k − 1 объектов (поскольку известно, что X будет в подмножестве) из оставшихся n − 1 объектов. Это можно сделать {\displaystyle n-1 \choose k-1} способами.
Если X не принадлежит подмножеству, нужно выбрать все k элементов из подмножества, состоящего из n − 1 объектов, не равных X. Это можно сделать  {\displaystyle n-1 \choose k} способами.
Мы получаем, что число способов получить k-подмножество из n-элементного множества, которое, как мы знаем, равно  {\displaystyle {n \choose k}}, равно также числу 
{\displaystyle {n-1 \choose k-1}+{n-1 \choose k}.}
См. также Биективное доказательство.

## Алгебраическое доказательство
Нужно показать, что
{\displaystyle {n \choose k}+{n \choose k-1}={n+1 \choose k}.}
{\displaystyle {\begin{aligned}{n \choose k}+{n \choose k-1}&={\frac {n!}{k!(n-k)!}}+{\frac {n!}{(k-1)!(n-k+1)!}}\\&=n!\left[{\frac {n-k+1}{k!(n-k+1)!}}+{\frac {k}{k!(n-k+1)!}}\right]\\&={\frac {n!(n+1)}{k!(n-k+1)!}}={\binom {n+1}{k}}\end{aligned}}}

## Обобщение
Пусть {\displaystyle n,k_{1},k_{2},k_{3},\dots ,k_{p},p\in \mathbb {N} ^{*}} и {\displaystyle n=k_{1}+k_{2}+k_{3}+\cdots +k_{p}}. Тогда
{\displaystyle {\begin{aligned}&{}\quad {n-1 \choose k_{1}-1,k_{2},k_{3},\dots ,k_{p}}+{n-1 \choose k_{1},k_{2}-1,k_{3},\dots ,k_{p}}+\cdots +{n-1 \choose k_{1},k_{2},k_{3},\dots ,k_{p}-1}\\&={\frac {(n-1)!}{(k_{1}-1)!k_{2}!k_{3}!\cdots k_{p}!}}+{\frac {(n-1)!}{k_{1}!(k_{2}-1)!k_{3}!\cdots k_{p}!}}+\cdots +{\frac {(n-1)!}{k_{1}!k_{2}!k_{3}!\cdots (k_{p}-1)!}}\\&={\frac {k_{1}(n-1)!}{k_{1}!k_{2}!k_{3}!\cdots k_{p}!}}+{\frac {k_{2}(n-1)!}{k_{1}!k_{2}!k_{3}!\cdots k_{p}!}}+\cdots +{\frac {k_{p}(n-1)!}{k_{1}!k_{2}!k_{3}!\cdots k_{p}!}}={\frac {(k_{1}+k_{2}+\cdots +k_{p})(n-1)!}{k_{1}!k_{2}!k_{3}!\cdots k_{p}!}}\\&={\frac {n(n-1)!}{k_{1}!k_{2}!k_{3}!\cdots k_{p}!}}={\frac {n!}{k_{1}!k_{2}!k_{3}!\cdots k_{p}!}}={n \choose k_{1},k_{2},k_{3},\dots ,k_{p}}.\end{aligned}}}